# Ferruccio Alessandri
Ferruccio Alessandri (Ancona, 22 febbraio 1935) è un fumettista, grafico, traduttore e docente italiano, direttore delle riviste Lupo Alberto e Nilus. Si occupa anche di critica di fumetti, attività per la quale è molto stimato nell'ambiente specialistico.

## Biografia
Appartenente a una famiglia marchigiana, Alessandri si avvicinò presto al mondo dei fumetti e della traduzione di serie a strisce provenienti dagli Stati Uniti.
Vive e lavora a Milano, prima come art director di un'agenzia di pubblicità, poi come direttore editoriale e art director di molte case editrici, redattore e grafico di una quantità di riviste e direttore di altre. Traduce dall'inglese americano, e si specializza nel fumetto. Fa anche lo scenografo e il regista televisivo.
Dagli anni settanta in poi ha tradotto per l'Italia Garfield, Ernie, Beetle Bailey, Blondie, Dick Tracy. Nello stesso periodo ha collaborato anche all'edizione italiana di Superman, Batman e altri personaggi DC Comics, pubblicate dalla Williams.
È stato redattore e grafico delle riviste Linus, Il Giornalino, Artecasa, Futuria, Gamma, Comix. È stato direttore, redattore e grafico di Lupo Alberto, Le avventure della storia, Nilus, delle due edizioni italiane di Mad Magazine, della collana a fumetti Akira.
È stato autore della serie satirica a fumetti In parole povere, spiegazione in chiave umoristica di temi attuali come il femminismo, apparsa su Eureka. Autore di qualche centinaio di articoli di critica dei fumetti su varie pubblicazioni. Ha collaborato e collabora praticamente alla maggior parte delle pubblicazioni per ragazzi. Ha scritto buona parte de La Grande Enciclopedia della fantascienza delle Edizioni Del Drago, pubblicata anche in Spagna. Ha collaborato a buona parte de L'enciclopedia del fumetto edita anche in Spagna e Germania. Autore con Cavazzano di Rossi's Story, opuscolo a fumetti della Lever Gibbs sull'igiene dentaria che continua ad essere distribuito da più di un decennio e che con milioni di copie è probabilmente il più diffuso nel mondo.
Ha insegnato per molti anni computer grafica alla Scuola del Fumetto di Milano. Specializzato in traduzioni di fumetti (in particolare americani, anche in slang), ha tradotto praticamente tutti i principali fumetti americani, anche in opere ponderose come la collana cronologica dei Peanuts (Mondadori). È stato o è il traduttore ufficiale di alcuni personaggi statunitensi, come Ernie, Garfield (di cui ha tradotto la recente raccolta per la Mondadori), Beetle Bailey, Blondie, Broomilda, Dick Tracy, Hi and Lois, Rip Kirby, Dilbert (del cui autore ha anche tradotto i libri per la Comix e per la Garzanti). Dei fumetti inglesi più noti è stato il traduttore ufficiale di Jeff Hawke di Sidney Jordan (comprese le edizioni degli Oscar Mondadori) e di Buck Ryan di Jack Monk. Tiene o ha tenuto rubriche di posta per lettori su molti giornali per ragazzi. Con Giorgio Bonelli ha curato e diretto la serie televisiva Tex & Company.
Collabora con la Sergio Bonelli Editore nella redazione degli albi dedicati a Dylan Dog, di cui è stato anche autore di una microserie sui vari temi narrativi fondamentali riguardanti la narrativa a fumetti, abbinata a questa pubblicazione. È direttore delle riviste Pimpa e Giulio Coniglio della Panini e dirige l'agenzia editoriale e pubblicitaria Winner insieme alla figlia Marzia.